# Jun (歌手)
Jun（じゅん、1949年11月17日 - ）は、東京都板橋区出身の日本の歌手。
デュオ『じゅん&ネネ』のメンバーとしても知られる。

## 略歴
1963年、ホイホイミュージックスクール（NTV）合格。
1964年4月、東京音楽学院でレッスン、スクールメイツの第一期生に。同期に布施明、森進一、望月浩がいる。11月、デュオ「クッキーズ」結成、渡辺プロダクションに所属。ザ・ヒットパレードで準レギュラーとしてテレビデビュー。その後、新宿アシベ、池袋ドラム、上野テネシー、新宿ラ・セーヌ等のジャズ喫茶にグループサウンズの伴バンド歌手として出演。日劇ウエスタンカーニバル出演。
1965年『可愛い花』（ビクターレコード）リリース。1966年『恋を教えて』（ビクターレコード）リリース。
1967年4月、大野プロ（後の大和企画）へ移籍。恩師・平尾昌晃のプロデュースにより「じゅん&ネネ」結成。名付け親は平尾昌晃。コスチュームデザインは当時、新進気鋭のコシノジュンコが担当。7月1日、『愛するってこわい』(山口あかり作詞／平尾昌晃作曲／小谷充編曲／キングレコード）リリース、80万枚の大ヒット曲に。以降、シングル15枚、アルバム5枚をキングレコードよりリリース。
1972年、デュオ解散。ソロ活動開始。芸名を千秋じゅんとするが、後に紙じゅんに改名。1972年8月に田辺エージェンシーと契約するが、歌手と役者の両立とそのマネジメントが難しかったことから1973年10月に退所、その後役者専任の契約で佐藤事務所に移籍、実質上この時点では歌手を辞めて俳優1本で活動。1974年、結婚を機に芸能界を引退。
1977年、築地で喫茶店「はじめ」オープン。
2003年12月、TBS特番「あの人は今 夢の紅白歌合戦」にデュオとして31年ぶりに出演。長かった黒髪をバッサリと切り、「じゅん」復活。これを機にデュオ活動を再開。
2005年5月25日、『愛するってこわい2005』（c/w「苔のむすまで」ボーナストラック「チョイス浅草」）セルフカバー・シングルをコロムビアレコードよりリリース。
2006年「平凡アワースペシャル～輝け！青春の歌謡コンサート2006」のメンバーに。このコンサートで完全復活を果たす。2月、東京国際フォーラムを皮切りに全国16か所を公演。以降、現在まで日本歌手協会歌謡祭、ホテルナガシマ、ホテルディナーショー、自主ライブ（六本木アビーロード・ラドンナ原宿等）でじゅん＆ネネとして活動中。

## ソロ活動
2010年、ソロ活動開始。演歌・歌謡曲のボイストレーニング開始。
2013年、シャンソン歌手・中山エミに師事。
2014年3月28日、ソロ曲『One Heart』リリース。ソロシングル発売を機に「じゅん」の表記をJunに改める。6月19日、初のソロライブ開催（ミュージックレストラン・ラドンナ・東京・原宿）。以降、「月夜の仔猫」（銀座）「池之端ライブスペースQui」（上野）「バルバラ」（赤坂）「シャンパーニュ」（新宿）等のシャンソニエに出演し始める。
2016年3月6日、ゲストなしの本当のソロライブ「Jun Bakka」開催（池之端ライブスペースQui）。
2017年5月、埼玉県出身者・在住者で結成した「彩のうたびとたち」に参加。介護施設等のボランティア活動を活発化させ、月に2～3回のペースで介護施設を訪問（ボランティア活動は全国展開）。

### レギュラー出演
- Emi＆Jun鰻ライブ in Qui

(夏季恒例Live）

## ディスコグラフィー

### じゅん＆ネネ・2004年再結成後のリリース
- 「愛するってこわい2005」（c/w「苔のむすまで」・ボーナストラック「チョイス浅草」）コロムビアレコード
- 「リアルファンタジー2010」（c/w 「センチメンタルカメイド」）
- 「元気!元気!元気！Genki！³」（c/w 「感謝カンレキ！」・ボーナストラック「愛するってこわい[ライブVer.]」）
- 「奥出雲恋唄」（c/w 「元気!元気!元気！Genki！³ 2011Ver.」・ボーナストラック「愛するってこわい[2011ライブVer.]」）
- 「愛するってこわい2014」（c/w 「元気!元気!元気！Genki！³ 2011Ver.」・ボーナストラック「みずいろの世界[2014ライブVer.]」）

### Junソロシングル
- 「One Heart」（c/w 「Ｊ」・ボーナストラック「冬隣[ライブバーVer.]」）
- 「輝きなさい」（作詞：荒木とよひさ　作曲：柴田　遊　日本クラウン）
- 「純真～永遠に～」作詞：demiel 作・編曲：三浦誠司　C/W「輝きなさい」LatinVer.・ボーナストラック「One Heart」pf　Ver.

## 出演

### テレビドラマ
- アイフル大作戦（TBS）- 第23話「純金のポンコツ自動車レース!」 ※千秋じゅん で出演[3]
- 追跡（関西テレビ・フジテレビ系列）- 第7話「天使の宝石」 ※千秋じゅん で出演[3]
- おやじの嫁さん（フジテレビ・水曜ホーム劇場」）- スナック「ルナ」のママ・晴美 役 ※紙じゅん で出演[4][2]
- 顔で笑って（TBS）- 鈴木初恵 役 ※紙じゅん で出演[4][2]
- ニセモノご両親（TBS） ※紙じゅん で出演[4]
- 夜明けの刑事（TBS）- 第1話「女の悲鳴」 ※紙じゅん で出演[4]
- 東芝日曜劇場・灯の橋（CBC制作・TBS系列、1974年11月10日）※紙じゅん で出演[4]